# Joseph Schwarz (Bildhauer)

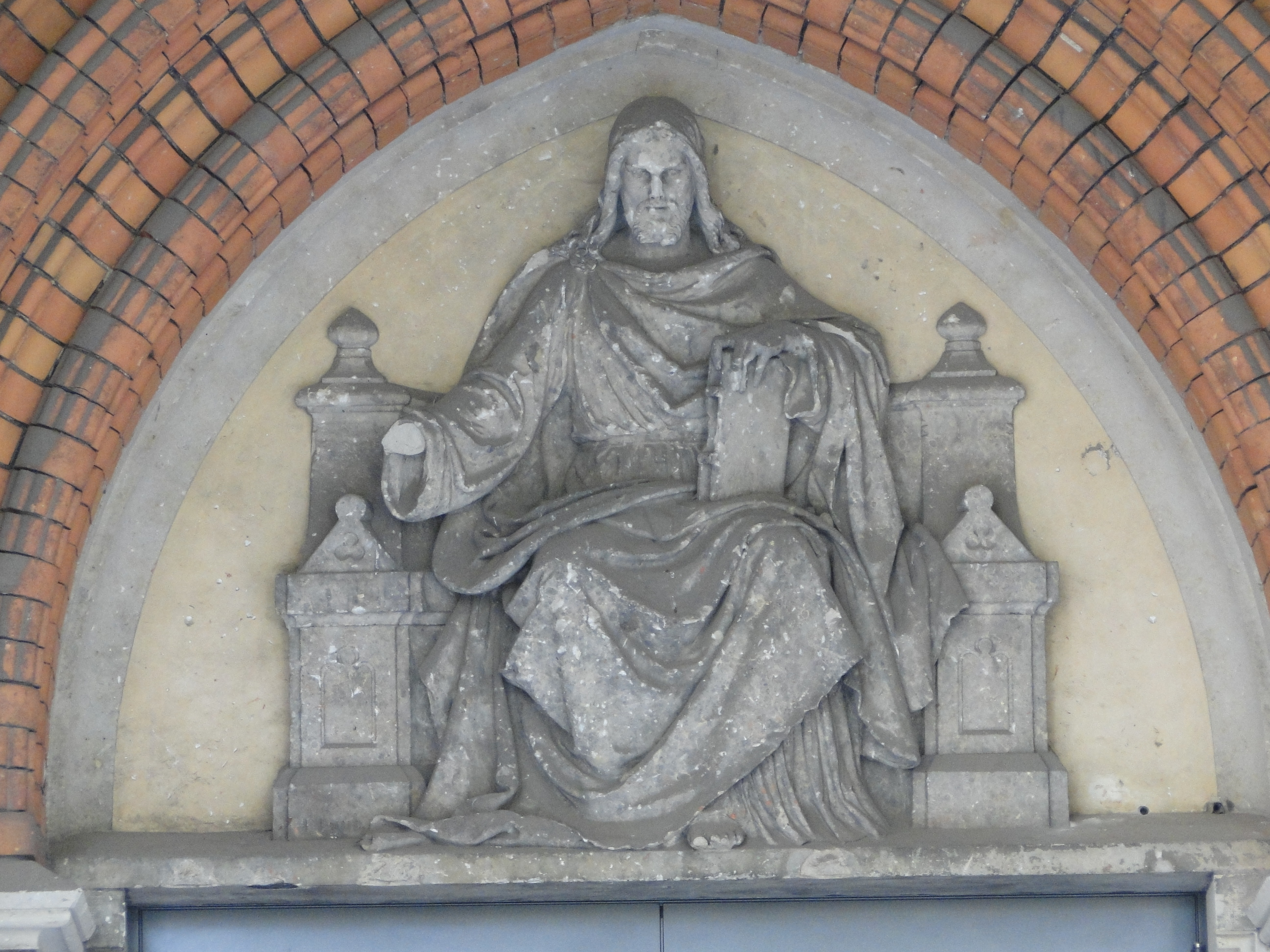
Jesusrelief St. Pauli-Kirche Dresden, 1894

Joseph Schwarz (* 5. Juni 1848 in Spittelgrund, Böhmen; † nach 1899) war ein deutsch-böhmischer Bildhauer.

## Leben
Joseph Schwarz wurde in Spittelgrund Nr. 3 bei Grottau an der Neiße in Nordböhmen geboren. Er war der vierte Sohn des Feldgärtners Wenzel Schwarz und der Anna Bernert. Er wurde im römisch-katholischen Glaubensbekenntnis in der Pfarrkirche St. Bartholomäus zu Grottau getauft. Es waren 5 Brüder der 16 Kinder, welche den Beruf des Bildhauers und Historienmalers innehatten. Der Bischof von Dresden-Bautzen, ihr Onkel und Taufpate Franz Bernert, finanzierte und förderte ihre Ausbildungen.
Joseph Schwarz arbeitete im Atelier seines Bruders Franz Schwarz mit.
Seine anderen Brüder Adolf Schwarz und Anton Schwarz hatten ein eigenes Atelier. Ein weiterer Bruder war der Maler Wenzel Schwarz.
Am 10. August 1875 heiratete Joseph Schwarz in Dresden die Chorsängerin (Hoftheatersängerin) Bertha Christina Henke. Sie hatten eine Tochter. Nach dem Tod seiner ersten Frau heiratete Schwarz in 2. Ehe Theresia Rosina Schönfelder. Aus dieser Ehe stammen die beiden Söhne Rudolf Berthold Josef und Franz Arno sowie die Tochter Helene Gertrud.
Joseph Schwarz wohnte seit 1875 in der Elistenstr. 37, ab 1885 in der Schnorrstr. 16 und von 1897 bis 1900 in der Dürerstr. 54. Ab 1901 ist die Familie nicht mehr in den Dresdner Adressbüchern verzeichnet und die Spur verliert sich.

## Wirken
Joseph Schwarz wird in Quellen nur sehr selten direkt erwähnt. Als Angestellter im Atelier seines Bruders Franz Schwarz wird er an zahlreichen Werken direkt mitgewirkt haben. In seltenen Fällen werden ihm Werke direkt zugeschrieben.
- 1873: Skulpturen auf dem Familiengrab Schmitt Friedhof Böhmisch-Aicha[5]
- 1894, Jesusrelief, St. Pauli-Kirche Dresden: Relief mit der sitzenden Gestalt des segnenden Heilands. Modelliert wurde es vom Bildhauer Ernst Paul. Die Ausführung durch Joseph Schwarz erfolgte in Sandstein. Die beiden Sandsteinfiguren links und rechts neben dem Portal wurden von seinem Bruder Franz Schwarz ausgeführt.[6]